# Sinclair Oil
Sinclair Oil war ein US-amerikanisches Unternehmen mit Firmensitz in Salt Lake City. 
Das Unternehmen war in der Erdölwirtschaft tätig. Sinclair Oil betrieb zwei Raffinerien in Wyoming und etwa 1600 Tankstellen in 29 US-amerikanischen Bundesstaaten. Sinclair Oil wurde am 1. Mai 1916 von Harry F. Sinclair in New York gegründet. 1969 wurde das Unternehmen von der Atlantic Richfield Company (ARCO) erworben. 1976 wurde das Unternehmen an den US-amerikanischen Unternehmer Earl Holding verkauft.
Die Sinclair Oil stand in den 1920er Jahren im Mittelpunkt des Teapot-Dome-Skandals.
Im August 2021 gab HollyFrontier die Fusion mit Sinclair Oil bekannt, die im März 2022 vollzogen wurde. Das fusionierte Unternehmen firmiert als HF Sinclair Corporation.